# Villa Plange

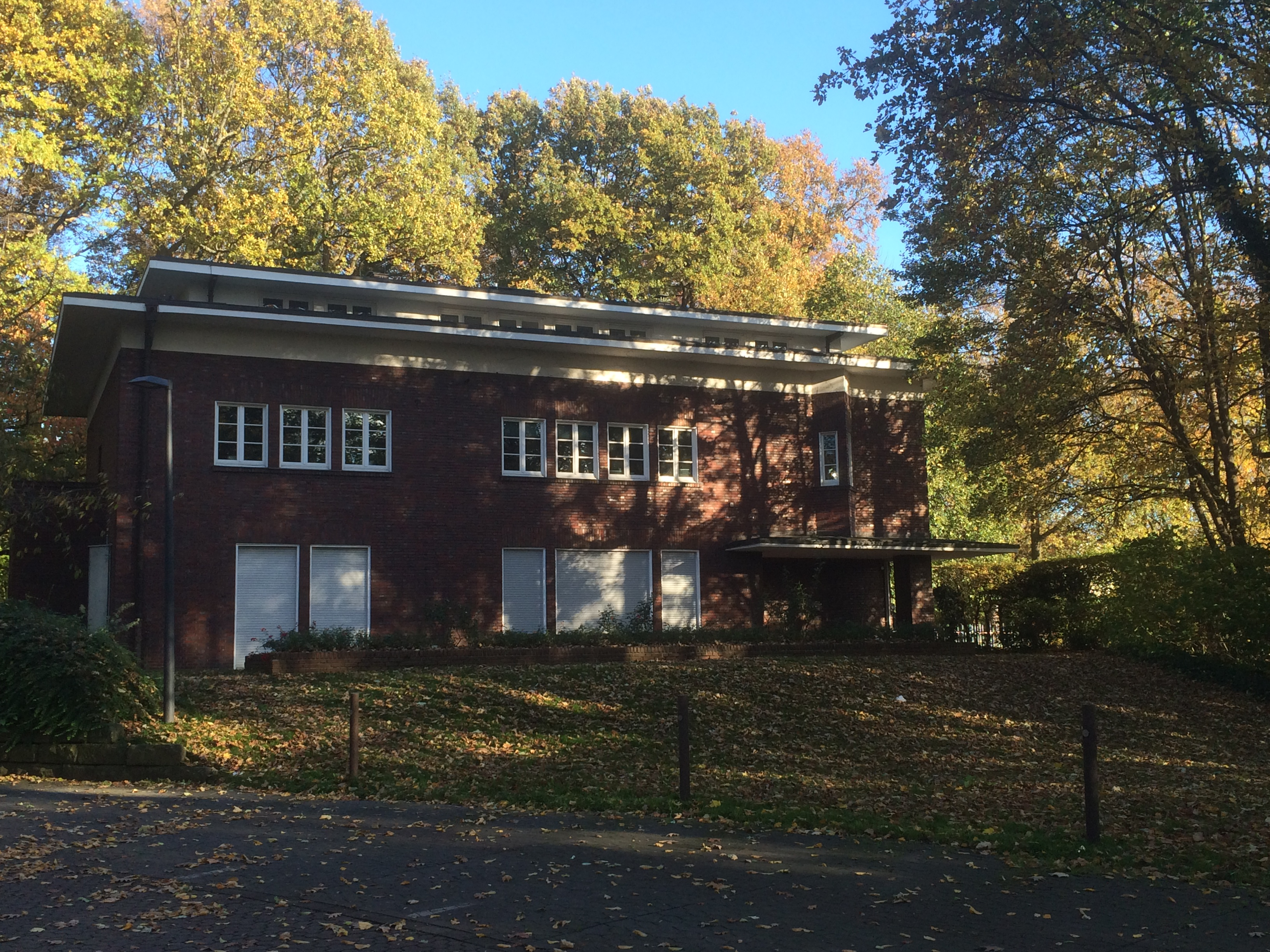
Nordwestansicht der Villa Plange

Die Villa Plange am Sigefridwall 20 in Soest, Nordrhein-Westfalen, ist ein denkmalgeschütztes Gebäude im Stil des Neuen Bauens.

## Geschichte
Die Villa liegt in unmittelbarer Nähe des mittelalterlichen Stadtkerns von Soest. Sie wurde 1927 im Auftrag von Johanna und Kapitän Wilhelm Plange aus der Unternehmerfamilie Plange erbaut, die in Soest und an anderen Standorten große Mühlenwerke besaß. Der Entwurf stammte vom Kölner Atelier für Architektur Bruno Paul unter der Leitung von Franz Weber, das noch zwei weitere Wohnhäuser in Soest entworfen hat, die Villa Jahn und die Villa Sternberg. Bruno Paul gilt als einer der bedeutendsten Architekten der 1920er Jahre.
Erste Entwürfe für die Villa stammen aus dem Jahr 1925. Es folgten bis zum Baubeginn weitere Planungsvarianten, bei denen die Grundrisse, die Fassadengestaltung und die Dachform verändert wurden. Im Verlauf der Planungen wurde die Grundfläche des Hauses auf 19,5 m × 10,5 m reduziert. Die Planungen von Paul umfassten neben der eigentlichen Architektur auch einen Großteil der Inneneinrichtung wie Möbel, Teppiche und Lampen. Angefertigt wurden sie vom Richmodishaus in Köln, einer Zweigstelle der Deutschen Werkstätten Hellerau. Einen Teil der Innenausstattung erwarb später der Verein für Geschichte und Heimatpflege Soest e. V. aus einem Nachlass. Diese Objekte befinden sich heute wieder im Haus und stehen ebenfalls unter Denkmalschutz.
Der Baukörper ist kubisch. Die geringe Dachneigung von 5° lässt das Dach als Flachdach erscheinen. Die Fassaden bestehen aus unverputztem rötlichen Ziegelmauerwerk. Sie bilden einen Kontrast zu den weiß gestrichenen Holzsprossenfenstern. Das Innere ist geprägt von einer Flexibilität der räumlichen Aufteilung. Große Fenster erlauben eine Verbindung mit der umgebenden Landschaft. Entsprechend hell wirken die Innenräume.

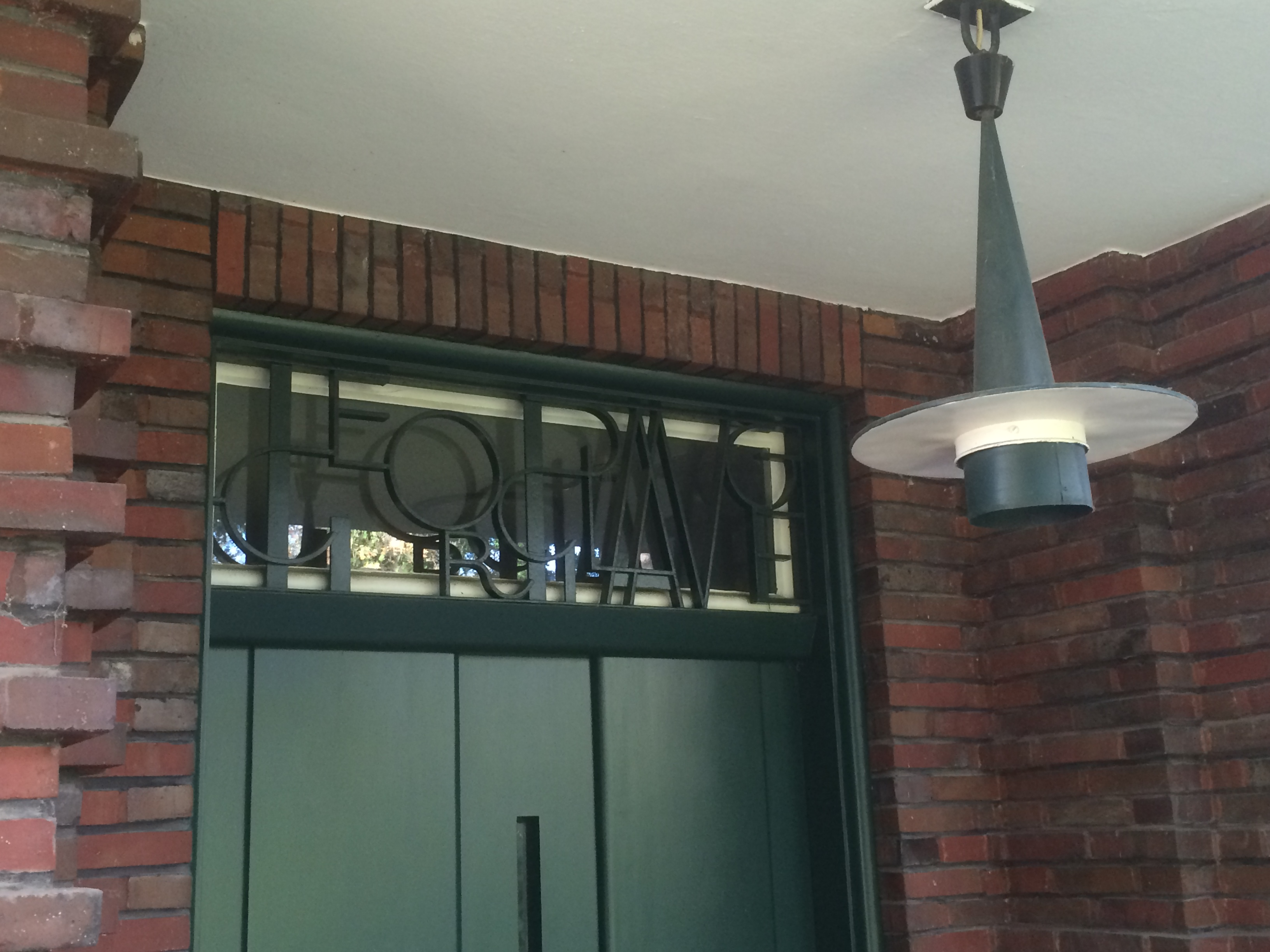
Haupteingang mit Schriftzug „Georg Plange“

Im Zweiten Weltkrieg wurde das Gebäude bei einem Bombenangriff schwer beschädigt. Abgesehen von der Nordfassade wurde es nach den ursprünglichen Plänen wiederaufgebaut. Seit den 1980er Jahren ist die Villa Eigentum des Kreises Soest. Zwischen 1986 und 2011 war dort das Kreisarchiv untergebracht, seither ist sie Sitz der Wirtschaftsförderung des Kreises Soest.
Die Villa war im März 2010 „Denkmal des Monats“ des Arbeitskreises Historische Stadt- und Ortskerne Nordrhein-Westfalen.